# Bolatta Silis-Høegh
Bolatta Silis-Høegh (født 17. april 1981) er en grønlandsk-lettisk billedkunstner. Bolatta Silis-Høegh er datter af kunstneren Aka Høegh og fotografen Ivars Silis, lillesøster til filminstruktør og kunstner Inuk Silis Høegh.
Bolatta Silis-Høghs tidlige værker er inspireret af popkunsten og skabt med en humoristisk distance til det nationale. Men gradvist har hun bevæget sig over i en mere ekspressiv og også eksistentiel og alvorlig retning, hvad enten det er det indre eller det ydre landskab hun betragter . Eksempelvis de værker, som var hendes kunstneriske reaktion på det grønlandske landstings ophævelse af nultolerancen overfor uranudvinding i Grønland i 2013.
Bolatta Silis-Høegh er også forfatter til tre børnebøger om pigen Aima, udkommet på både dansk og grønlandsk på forlaget Milik http://milik.gl/ 

## Udgivelser og værker
- 2004 On, maleri, Nuuks Kunstmuseum
- 2009 Haveforeningen Sisimiut 2068,[5] præmieret af Statens Kunstfond i Danmark .
- 2012 Ningiu, Min bedstemors hus, Den danske Pavillon for Arkitektur, Biennalen i Venedig
- 2014 Aima, børnebog, Milik Forlag
- 2016 Aima Schhh![6], Milik Forlag.
- 2018 Qanilaarneq, granitskulptur til den grønlandske afdeling på Vestre Kirkegaard, udført af granit fra 4 steder i Grønland
- 2020 Aima møder Fjeldets Moder, Milik Forlag (nomineret til Nordisk Råds Litteraturpris 2021)
- 2021 Kassandras Søstre - Sæt dig her hos mig, maleri - købt af Københavns Kommune,  Kassandras Søstre - Jeg tilgiver, maleri,  købt af Statens Kunstfond

## Udvalgte udstillinger
- 2005 Den røde snescooter, gruppeudstilling, Nordatlantens Brygge, København
- 2009 In the Eye of Climate Change, gruppeudstilling, Nordatlantens Brygge, København
- 2010 KUUK - Grønland som billede, gruppeudstilling, BKFs Garage, København. Gruppeudstilling, kurateret af Iben Mondrup og Julie Edel Hardenberg
- 2014 Lights on – Lights off, Kongelejligheden Bryggergården, København
- 2016 Storm, Nordatlantens Brygge, København
- 2019 I vores levetid – ny kunst fra Grønland Nordatlantens Brygge, kurateret af Bolatta Silis-Høegh
- 2022 Kassandras Søstre, Bibliotekssalen Rundetaarn København [7]
- 2022 Hun gik en tur - Det grønlandske Hus København - dedikeret til alle kvinder og børn som blev udsat for spiralkampagnen i 60'erne og 70'erne i Kalaallit Nunaat